# Папино (Дмитриевское сельское поселение)
Па́пино — деревня в составе Дмитриевского сельского поселения Галичского района Костромской области России.

## География
Деревня расположена у реки Папинка, у автодороги Судиславль — Солигалич Р100.

## История
Согласно Спискам населённых мест Российской империи в 1872 году деревня относилась к 1 стану Галичского уезда Костромской губернии. В ней числилось 11 дворов, проживали 41 мужчина и 47 женщин.
Согласно переписи населения 1897 года в деревне проживало 82 человека (35 мужчин и 47 женщин).
Согласно Списку населённых мест Костромской губернии в 1907 году деревня относилась к Холмовской волости Галичского уезда Костромской губернии. По сведениям волостного правления за 1907 год в ней числилось 20 крестьянских дворов и 83 жителя. Основными занятиями жителей деревни были малярный промысел, сельскохозяйственные и стекольные работы.
До муниципальной реформы 2010 года деревня входила в состав Пронинского сельского поселения.

## Население
| 2008 | 2010 | 2012 | 2014 |
| ---- | ---- | ---- | ---- |
| 0    | →0   | →0   | →0   |